# Förbudet mot konkurrensbegränsande samarbete
Förbudet mot konkurrensbegränsande samarbete är ett förbud som syftar till att motverka kartellbildningar inom Europeiska unionen. Alla avtal mellan företag som leder till en snedvridning av konkurrensen på den inre marknaden är förbjudna enligt artikel 101 i fördraget om Europeiska unionens funktionssätt, i den mån de kan påverka handeln mellan unionens medlemsstater. Förbudet infördes genom Romfördraget, som trädde i kraft den 1 januari 1958, och utgör, tillsammans med bestämmelserna om missbruk av dominerande ställning, en central del av konkurrensreglerna för företag på den inre marknaden.
Avtal som är oförenliga med förbudet är ogiltiga. Dock får förbudet kringgås när det gäller avtal som bidrar till att förbättra produktionen eller distributionen av varor eller till att främja tekniskt eller ekonomiskt framåtskridande om konsumenterna samtidigt tillförsäkras en skälig andel av den vinst som därigenom uppnås. Sådana avtal får dock inte ålägga de berörda företagen begränsningar som inte är nödvändiga för att uppnå dessa mål eller ge företagen möjlighet att sätta konkurrensen ur spel för en väsentlig del av varorna i fråga.
Europeiska unionens råd kan på förslag av Europeiska kommissionen och efter samråd med Europaparlamentet genom förordningar och direktiv fastställa ytterligare bestämmelser om tillämpningen av artikel 101 om förbudet mot konkurrensbegränsande samarbete.